# National Hockey League 1975-1976
La stagione 1975-1976 è stata la 59ª edizione della National Hockey League. La stagione regolare iniziò il 7 ottobre 1975 e si concluse il 4 aprile 1976, mentre i playoff della Stanley Cup terminarono il 6 maggio 1976. I Philadelphia Flyers ospitarono l'NHL All-Star Game presso lo Spectrum il 20 gennaio 1976. I Montreal Canadiens sconfissero proprio i Philadelphia Flyers nella finale di Stanley Cup per 4-0, conquistando il diciannovesimo titolo nella storia della franchigia canadese, il primo di quattro consecutivi.
Nel corso del campionato fra il 28 dicembre 1975 e il 10 gennaio 1976 si disputò la cosiddetta Super Series '76; il CSKA Mosca affrontò quattro formazioni della NHL, New York Rangers, Montreal, Boston e i campioni in carica di Philadelphia, mentre il nello stesso periodo il Kryl'ja Sovetov Samara sfidò altre quattro squadre, quelle di Pittsburgh, Buffalo, Chicago e i New York Islanders. Al termine il bilancio fu di cinque successi per le formazioni sovietiche, un pareggio e due vittorie delle formazioni nordamericane.
Questa fu l'ultima stagione disputata da due delle franchigie della NHL: infatti a causa degli scarsi risultati e per problemi societari al termine dell'anno i Kansas City Scouts lasciarono Kansas City per trasferirsi a Denver, dove cambiarono il proprio nome in Colorado Rockies, mentre i California Golden Seals lasciarono Oakland per andare a Cleveland dove assunsero il nome di Cleveland Barons. Darryl Sittler dei Toronto Maple Leafs stabilì il record assoluto NHL di punti segnati in una singola gara, 10 punti frutto di sei reti e quattro assist.

## Squadre partecipanti
- Atlanta Flames
- Boston Bruins
- Buffalo Sabres
- California Golden Seals
- Chicago Blackhawks
- Detroit Red Wings
- Kansas City Scouts
- Los Angeles Kings
- Minnesota North Stars

- Montreal Canadiens
- New York Islanders
- New York Rangers
- Philadelphia Flyers
- Pittsburgh Penguins
- St. Louis Blues
- Toronto Maple Leafs
- Vancouver Canucks
- Washington Capitals

## Pre-season

### NHL Amateur Draft
L'Amateur Draft si tenne il 3 giugno 1975 presso gli uffici della National Hockey League di Montréal, in Québec. I Philadelphia Flyers nominarono come prima scelta assoluta il centro canadese Mel Bridgman. Altri giocatori rilevanti all'esordio in NHL furono Tim Young, Dennis Maruk, Don Edwards e Paul Holmgren.

## Stagione regolare

### Classifiche
= Qualificata per i playoff,       = Vincitore del Prince of Wales Trophy,       = Vincitore del Clarence S. Campbell Bowl, ( ) = Posizione nei playoff

#### Prince of Wales Conference
Adams Division
|    |                         | PG | V  | S  | N  | GF  | GS  | PT  |
| -- | ----------------------- | -- | -- | -- | -- | --- | --- | --- |
| 1. | Boston Bruins (3)       | 80 | 48 | 15 | 17 | 313 | 237 | 113 |
| 2. | Buffalo Sabres (4)      | 80 | 46 | 21 | 13 | 339 | 240 | 105 |
| 3. | Toronto Maple Leafs (7) | 80 | 34 | 31 | 15 | 294 | 276 | 83  |
| 4. | California Golden Seals | 80 | 27 | 42 | 11 | 250 | 278 | 65  |

Norris Division
|    |                         | PG | V  | S  | N  | GF  | GS  | PT  |
| -- | ----------------------- | -- | -- | -- | -- | --- | --- | --- |
| 1. | Montreal Canadiens (1)  | 80 | 58 | 11 | 11 | 337 | 174 | 127 |
| 2. | Los Angeles Kings (6)   | 80 | 38 | 33 | 9  | 263 | 265 | 85  |
| 3. | Pittsburgh Penguins (8) | 80 | 35 | 33 | 12 | 339 | 303 | 82  |
| 4. | Detroit Red Wings       | 80 | 26 | 44 | 10 | 226 | 300 | 62  |
| 5. | Washington Capitals     | 80 | 11 | 59 | 10 | 224 | 394 | 32  |

#### Clarence Campbell Conference
Patrick Division
|    |                         | PG | V  | S  | N  | GF  | GS  | PT  |
| -- | ----------------------- | -- | -- | -- | -- | --- | --- | --- |
| 1. | Philadelphia Flyers (2) | 80 | 51 | 13 | 16 | 348 | 209 | 118 |
| 2. | New York Islanders (5)  | 80 | 42 | 21 | 17 | 297 | 190 | 101 |
| 3. | Atlanta Flames (9)      | 80 | 35 | 33 | 12 | 262 | 237 | 82  |
| 4. | New York Rangers        | 80 | 29 | 42 | 9  | 262 | 333 | 67  |

Smythe Division
|    |                         | PG | V  | S  | N  | GF  | GS  | PT |
| -- | ----------------------- | -- | -- | -- | -- | --- | --- | -- |
| 1. | Chicago Blackhawks (10) | 80 | 32 | 30 | 18 | 254 | 261 | 82 |
| 2. | Vancouver Canucks (11)  | 80 | 33 | 32 | 15 | 271 | 272 | 81 |
| 3. | St. Louis Blues (12)    | 80 | 29 | 37 | 14 | 249 | 290 | 72 |
| 4. | Minnesota North Stars   | 80 | 20 | 53 | 7  | 195 | 303 | 47 |
| 5. | Kansas City Scouts      | 80 | 12 | 56 | 12 | 190 | 351 | 36 |

### Statistiche

#### Classifica marcatori
La seguente lista elenca i migliori marcatori al termine della stagione regolare.

| Giocatore         | Squadra                        | PG | G  | A  | Pt  | +/- | MP  |
| ----------------- | ------------------------------ | -- | -- | -- | --- | --- | --- |
| Guy Lafleur       | Montreal Canadiens             | 80 | 56 | 69 | 125 | +68 | 36  |
| Bobby Clarke      | Philadelphia Flyers            | 76 | 30 | 89 | 119 | +83 | 136 |
| Gilbert Perreault | Buffalo Sabres                 | 80 | 44 | 69 | 113 | +17 | 36  |
| Bill Barber       | Philadelphia Flyers            | 80 | 50 | 62 | 112 | +74 | 104 |
| Pierre Larouche   | Pittsburgh Penguins            | 76 | 53 | 58 | 111 | +4  | 33  |
| Jean Ratelle      | New York Rangers Boston Bruins | 80 | 36 | 69 | 105 | +19 | 18  |
| Peter Mahovlich   | Montreal Canadiens             | 80 | 34 | 71 | 105 | +71 | 76  |
| Joseph Pronovost  | Pittsburgh Penguins            | 80 | 52 | 52 | 104 | +16 | 24  |
| Darryl Sittler    | Toronto Maple Leafs            | 79 | 41 | 59 | 100 | +12 | 90  |
| Syl Apps Jr.      | Pittsburgh Penguins            | 80 | 32 | 67 | 99  | +17 | 24  |

#### Classifica portieri
La seguente lista elenca i migliori portieri al termine della stagione regolare.

| Giocatore        | Squadra                 | PG | Min  | V  | S  | P  | GS  | SO | MGS  |
| ---------------- | ----------------------- | -- | ---- | -- | -- | -- | --- | -- | ---- |
| Ken Dryden       | Montreal Canadiens      | 62 | 3580 | 42 | 10 | 8  | 121 | 8  | 2.03 |
| Chico Resch      | New York Islanders      | 44 | 2546 | 23 | 11 | 8  | 88  | 7  | 2.07 |
| Dan Bouchard     | Atlanta Flames          | 47 | 2671 | 19 | 17 | 8  | 113 | 2  | 2.54 |
| Wayne Stephenson | Philadelphia Flyers     | 66 | 3819 | 40 | 10 | 13 | 164 | 1  | 2.58 |
| Billy Smith      | New York Islanders      | 39 | 2254 | 19 | 10 | 9  | 98  | 3  | 2.61 |
| Gilles Gilbert   | Boston Bruins           | 55 | 3123 | 33 | 8  | 10 | 151 | 3  | 2.90 |
| Tony Esposito    | Chicago Blackhawks      | 68 | 4003 | 30 | 23 | 13 | 198 | 4  | 2.97 |
| Rogatien Vachon  | Los Angeles Kings       | 51 | 3060 | 26 | 20 | 5  | 160 | 5  | 3.14 |
| Wayne Thomas     | Toronto Maple Leafs     | 64 | 3684 | 28 | 24 | 12 | 196 | 2  | 3.19 |
| Gary Simmons     | California Golden Seals | 40 | 2360 | 15 | 19 | 5  | 131 | 2  | 3.33 |

## Playoff

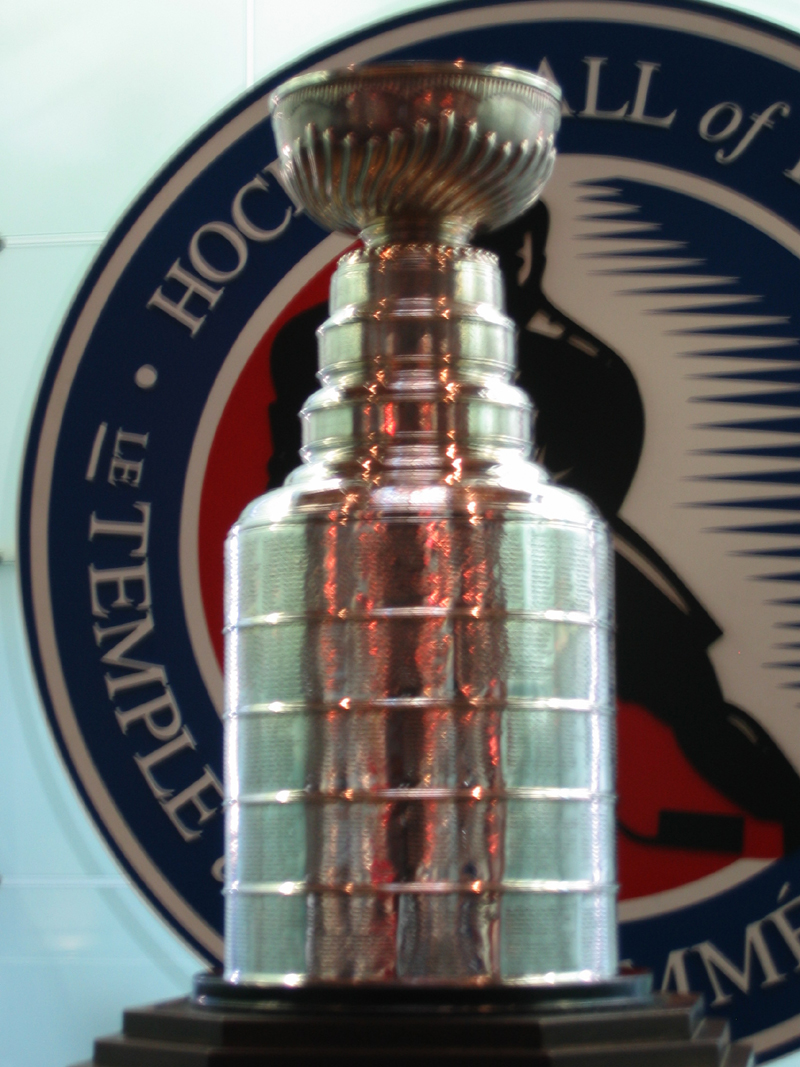
Il trofeo della Stanley Cup

Al termine della stagione regolare le migliori 12 squadre del campionato si sono qualificate per i playoff. I Montreal Canadiens ottennero il miglior record della lega con 127 punti.

### Tabellone playoff
Nel turno preliminare le formazioni che non hanno vinto le rispettive division si affrontano al meglio delle tre gare per accedere ai quarti di finale. Le quattro formazioni qualificate affrontano nei quarti di finale le vincitrici delle division in una serie al meglio delle sette sfide seguendo il formato 2-2-1-1-1. Al termine del primo e del secondo turno gli accoppiamenti sono ristabiliti in base alla posizione ottenuta in stagione regolare, con la squadra migliore accoppiata con quella peggiore. Anche nei turni successivi si gioca al meglio delle sette sfide con il formato 2-2-1-1-1: la squadra migliore in stagione regolare avrebbe disputato in casa Gara-1 e 2, (se necessario anche Gara-5 e 7), mentre quella posizionata peggio avrebbe giocato nel proprio palazzetto Gara-3 e 4 (se necessario anche Gara-6).
|  | Turno preliminare | Turno preliminare   | Turno preliminare   |                     |                | Quarti di finale | Quarti di finale | Quarti di finale   |   |   | Semifinali          | Semifinali | Semifinali |  |   | Finale Stanley Cup | Finale Stanley Cup | Finale Stanley Cup |
|  |                   |                     |                     |                     |                |                  |                  |                    |   |   |                     |            |            |  |   |                    |                    |                    |
|  |                   |                     |                     |                     |                |                  |                  |                    |   |   |                     |            |            |  |   |                    |                    |                    |
|  |                   | 1                   | Montreal Canadiens  | 4                   |                |                  |                  |                    |   |   |                     |            |            |  |   |                    |                    |                    |
|  |                   |                     |                     | 4                   |                |                  |                  |                    |   |   |                     |            |            |  |   |                    |                    |                    |
|  |                   |                     | 10                  | Chicago Blackhawks  | 0              |                  |                  |                    |   |   |                     |            |            |  |   |                    |                    |                    |
|  |                   |                     | 10                  | Chicago Blackhawks  | 0              |                  |                  |                    |   |   |                     |            |            |  |   |                    |                    |                    |
|  |                   |                     |                     |                     |                |                  |                  |                    |   |   |                     |            |            |  |   |                    |                    |                    |
|  |                   |                     |                     |                     |                |                  |                  |                    |   |   |                     |            |            |  |   |                    |                    |                    |
|  |                   |                     |                     |                     |                |                  | 1                | Montreal Canadiens | 4 |   |                     |            |            |  |   |                    |                    |                    |
|  |                   |                     |                     |                     |                |                  |                  |                    | 4 |   |                     |            |            |  |   |                    |                    |                    |
|  |                   | 5                   | New York Islanders  | 1                   |                |                  |                  |                    |   |   |                     |            |            |  |   |                    |                    |                    |
|  | 4                 | 5                   | New York Islanders  | 1                   | Buffalo Sabres | 2                |                  |                    |   |   |                     |            |            |  |   |                    |                    |                    |
|  | 4                 |                     |                     |                     | Buffalo Sabres | 2                |                  |                    |   |   |                     |            |            |  |   |                    |                    |                    |
|  | 12                | St. Louis Blues     | 1                   |                     |                |                  |                  |                    |   |   |                     |            |            |  |   |                    |                    |                    |
|  | 12                | St. Louis Blues     | 1                   |                     | 4              | Buffalo Sabres   | 2                |                    |   |   |                     |            |            |  |   |                    |                    |                    |
|  |                   |                     |                     |                     | 4              | Buffalo Sabres   | 2                |                    |   |   |                     |            |            |  |   |                    |                    |                    |
|  |                   |                     | 5                   | New York Islanders  | 4              |                  |                  |                    |   |   |                     |            |            |  |   |                    |                    |                    |
|  | 5                 | New York Islanders  | 5                   | New York Islanders  | 4              | 2                |                  |                    |   |   |                     |            |            |  |   |                    |                    |                    |
|  | 5                 | New York Islanders  |                     |                     |                | 2                |                  |                    |   |   |                     |            |            |  |   |                    |                    |                    |
|  | 11                | Vancouver Canucks   | 0                   |                     |                |                  |                  |                    |   |   |                     |            |            |  |   |                    |                    |                    |
|  | 11                | Vancouver Canucks   | 0                   |                     |                |                  |                  |                    |   |   |                     |            |            |  | 1 | Montreal Canadiens | 4                  |                    |
|  |                   |                     |                     |                     |                |                  |                  |                    |   |   |                     |            |            |  | 1 | Montreal Canadiens | 4                  |                    |
|  |                   | 2                   | Philadelphia Flyers | 0                   |                |                  |                  |                    |   |   |                     |            |            |  |   |                    |                    |                    |
|  |                   | 2                   | Philadelphia Flyers | 0                   |                |                  |                  |                    |   |   |                     |            |            |  |   |                    |                    |                    |
|  |                   |                     |                     |                     |                |                  |                  |                    |   |   |                     |            |            |  |   |                    |                    |                    |
|  |                   |                     |                     |                     |                |                  |                  |                    |   |   |                     |            |            |  |   |                    |                    |                    |
|  |                   | 2                   | Philadelphia Flyers | 4                   |                |                  |                  |                    |   |   |                     |            |            |  |   |                    |                    |                    |
|  |                   |                     |                     | 4                   |                |                  |                  |                    |   |   |                     |            |            |  |   |                    |                    |                    |
|  |                   |                     | 7                   | Toronto Maple Leafs | 3              |                  |                  |                    |   |   |                     |            |            |  |   |                    |                    |                    |
|  | 7                 | Toronto Maple Leafs | 7                   | Toronto Maple Leafs | 3              | 2                |                  |                    |   |   |                     |            |            |  |   |                    |                    |                    |
|  | 7                 | Toronto Maple Leafs |                     |                     |                | 2                |                  |                    |   |   |                     |            |            |  |   |                    |                    |                    |
|  | 8                 | Pittsburgh Penguins | 1                   |                     |                |                  |                  |                    |   |   |                     |            |            |  |   |                    |                    |                    |
|  | 8                 | Pittsburgh Penguins | 1                   |                     |                |                  |                  |                    |   | 2 | Philadelphia Flyers | 4          |            |  |   |                    |                    |                    |
|  |                   |                     |                     |                     |                |                  |                  |                    |   | 2 | Philadelphia Flyers | 4          |            |  |   |                    |                    |                    |
|  |                   | 3                   | Boston Bruins       | 1                   |                |                  |                  |                    |   |   |                     |            |            |  |   |                    |                    |                    |
|  |                   | 3                   | Boston Bruins       | 1                   |                |                  |                  |                    |   |   |                     |            |            |  |   |                    |                    |                    |
|  |                   |                     |                     |                     |                |                  |                  |                    |   |   |                     |            |            |  |   |                    |                    |                    |
|  |                   |                     |                     |                     |                |                  |                  |                    |   |   |                     |            |            |  |   |                    |                    |                    |
|  |                   | 3                   | Boston Bruins       | 4                   |                |                  |                  |                    |   |   |                     |            |            |  |   |                    |                    |                    |
|  |                   |                     |                     | 4                   |                |                  |                  |                    |   |   |                     |            |            |  |   |                    |                    |                    |
|  |                   |                     | 6                   | Los Angeles Kings   | 3              |                  |                  |                    |   |   |                     |            |            |  |   |                    |                    |                    |
|  | 6                 | Los Angeles Kings   | 6                   | Los Angeles Kings   | 3              | 2                |                  |                    |   |   |                     |            |            |  |   |                    |                    |                    |
|  | 6                 | Los Angeles Kings   |                     |                     |                | 2                |                  |                    |   |   |                     |            |            |  |   |                    |                    |                    |
|  | 9                 | Atlanta Flames      | 0                   |                     |                |                  |                  |                    |   |   |                     |            |            |  |   |                    |                    |                    |

### Stanley Cup
La finale della Stanley Cup 1976 è stata una serie al meglio delle sette gare che ha determinato il campione della National Hockey League per la stagione 1975-76. I Montreal Canadiens hanno sconfitto i campioni in carica dei Philadelphia Flyers in quattro partite e si sono aggiudicati la diciannovesima Stanley Cup della loro storia.

## Premi NHL
- Stanley Cup: Montreal Canadiens
- Prince of Wales Trophy: Montreal Canadiens
- Clarence S. Campbell Bowl: Philadelphia Flyers
- Art Ross Trophy: Guy Lafleur (Montreal Canadiens)
- Bill Masterton Memorial Trophy: Rod Gilbert (New York Rangers)
- Calder Memorial Trophy: Bryan Trottier (New York Islanders)
- Conn Smythe Trophy: Reggie Leach (Philadelphia Flyers)
- Hart Memorial Trophy: Bobby Clarke (Philadelphia Flyers)
- Jack Adams Award: Don Cherry (Boston Bruins)
- James Norris Memorial Trophy: Denis Potvin (New York Islanders)
- Lady Byng Memorial Trophy: Jean Ratelle (New York Rangers-Boston Bruins)
- Lester B. Pearson Award: Guy Lafleur (Montreal Canadiens)
- Lester Patrick Trophy: Stan Mikita, George A. Leader, Bruce Norris
- Vezina Trophy: Ken Dryden (Montreal Canadiens)

### NHL All-Star Team
First All-Star Team
- Attaccanti: Bill Barber • Bobby Clarke • Guy Lafleur
- Difensori: Denis Potvin • Brad Park
- Portiere: Ken Dryden

Second All-Star Team
- Attaccanti: Rick Martin • Gilbert Perreault • Reggie Leach
- Difensori: Börje Salming • Guy Lapointe
- Portiere: Chico Resch